# Anabin
anabin (Anerkennung und Bewertung ausländischer Bildungsnachweise) ist eine Datenbank für Informationen zur Bewertung ausländischer Bildungsnachweise. Sie unterstützt Behörden, Arbeitgeber und Privatpersonen, um eine ausländische Qualifikation in das deutsche Bildungssystem einzustufen; Nostrifikation.

## Geschichte
Die Datenbank wurde im Zusammenwirken des Hessischen Ministeriums für Wissenschaft und Kunst, der Zentralstelle für ausländisches Bildungswesen (ZAB) sowie dem Äquivalenzzentrum des österreichischen Bundesministeriums für Wissenschaft und Kultur und dem Äquivalenzzentrum des Wissenschaftsministeriums Luxemburgs entwickelt.
Die Daten macht das Sekretariat der Ständigen Konferenz der Kultusminister der Länder – Zentralstelle für ausländisches Bildungswesen – seit dem Jahr 2000 der Öffentlichkeit online zugänglich.
Die Datenbank dokumentiert die Bildungssysteme von etwa 180 Staaten und liefert Informationen zu Hochschuleinrichtungen, Abschlusstypen und Abschlüssen sowie ausführliche Hintergrundinformationen.
Inhaber einer im Ausland erworbenen Qualifikation können anhand der Datensätze eine erste Einschätzung der Wertigkeit ihrer Ausbildung im Hinblick auf das deutsche Bildungssystem gewinnen. Außerdem können sie die für das spezifische Anerkennungsziel (z. B. Berufsausübung oder Weiterbildung) zuständige Stelle in Deutschland ermitteln. Auch für Anerkennungsbehörden, Arbeitsvermittler und Arbeitgeber ist die Datenbank eine Informationsquelle.
Inhalt sind Angaben über ausländische Hochschulabschlüsse und akademische Grade, die Voraussetzungen für ihren Erwerb sowie Hinweise zu ihrer Einstufung im Verhältnis zu deutschen Hochschulabschlüssen und -graden. Die Datenbank findet auch Anwendung, um Personen mit ausländischen Hochschulabschlüssen im Tarifvertrag für den öffentlichen Dienst einzugruppieren.
Auch bei der Beantragung der Blauen Karte wird sie konsultiert, um die Vergleichbarkeit von Hochschulabschlüssen zu prüfen.

## Verzeichnis Institutionen
Unter Institutionen sind überwiegend ausländische Hochschuleinrichtungen verzeichnet. Mit Hilfe der bereitgestellten Informationen kann festgestellt werden, ob es sich bei einer Einrichtung um eine anerkannte Hochschuleinrichtung handelt oder nicht. Die Einrichtungen sind in Gruppen (Institutionstypen) zusammengefasst und mit einem Status versehen, an dem abgelesen werden kann, ob eine Institution als Hochschule betrachtet werden kann oder nicht. Der Status einer Institution kann H+, H- und H+/- sein.
- H+ = die betreffende Institution ist in ihrem Sitzland als Hochschule anerkannt und wird auch in Deutschland als Hochschulinstitution betrachtet.
- H- = die Anerkennung/Akkreditierung im Herkunftsstaat fehlt und/oder es kann keine Einstufung als Hochschule in Deutschland erfolgen.
- H+/- =Institutionen für die keine eindeutige Aussage getroffen werden kann.

## Trivia
„Da die ANABIN-Liste nicht vollständig ist, wird sie bei Bedarf durch entsprechende Gutachten fortgeführt. Fachlich zuständig dafür ist die „Zentralstelle für ausländisches Bildungswesen“, kurz ZAB, die bei der ständigen Kultusministerkonferenz angesiedelt ist.“